# Caproni Ca.100
Le Caproni Ca.100 est un modèle d'avion biplan de la marque italienne Caproni des années 1930. L'avion a été surnommé affectueusement Caproncino — petit Caproni — par ses utilisateurs en raison de ses petites dimensions.

## Historique
La conception du Caproni Ca.100 est directement liée au désir d'Italo Balbo, alors ministre italien de l'aviation de Mussolini, de promouvoir la culture aéronautique de masse en développant l'aéronautique de tourisme. Dans ce contexte, en janvier 1928, le ministère de l'Air publia un cahier des charges pour la construction d'un avion léger pour être utilisé pour l'entraînement de base dans les écoles de pilotage, comme l'Union Nationale Aéronautique Royale (RUNA), comme avion de liaison et de tourisme.
Presque tous les constructeurs d'avions italiens ont répondu à cet appel d'offres et ont présenté un prototype pour les essais comparatifs en février 1929. Dix projets ont été retenus, ceux développés par Ansaldo, Fiat Aviazione, Breda Avio, CAB, Caproni, CANT, IMAM, Aermacchi, Piaggio Aero et Piero Magni aviazione.
La société Caproni avait décidé de ne pas développer un projet entièrement nouveau mais de reprendre les bases du de Havilland DH.60 Moth dont elle détenait les droits de production. Le projet de la cellule d'origine a été associée avec une voilure inversée sesquiplane, une ligne caractéristique distinctive déjà adoptée par Caproni Aeronautica pour le bombardier Ca.73 conçu par Rodolfo Verduzio. La technique de construction était très classique avec une structure en bois couverte par une toile peinte.
Le prototype, enregistré sous l'immatriculation militaire MM.110 a volé pour la première fois durant les derniers mois de 1928.
Après les nombreux tests comparatifs effectués sur tous les modèles concurrents : Bonomi B-2, Breda Ba.15, CAB C.4, CANT 26, Fiat-Ansaldo AS.1, Gabardini B.7, Romeo Ro.5, Macchi M.70 et Piaggio P.9, il a été apprécié grâce aux résultats "intéressants" mais le jury déclara vainqueur la proposition Fiat-Ansaldo. Le Ca.100 a ensuite été réévalué par le biais d'une série de performances réalisées par Mario de Bernardi lors d'une tournée de présentation du nouveau modèle dans plusieurs pays européens.

## Records
Un exemplaire de l'hydravion Ca.100 Idro a été utilisé pour établir un record du monde l'altitude pour hydravion à 5 018 m (16 462 pieds) en 1931.
|  |  |

## Les différentes versions
- Ca.100 : version de série de base
- Ca.100T : version base de tourisme avec variante avec les ailes pliables pour faciliter la mise sous hangar,
- Ca.100 bis : version grand-tourisme avec cabine de pilotage fermée,
- Ca.100 Idro : version hydravion réalisée en collaboration avec Aermacchi,
- Ca.100 Anfibia : version amphibie.

### Les motorisations
Tchécoslovaquie
- Walter NZ-85 - 130 CV
- Walter - 100 CV

 Royaume d'Italie
- Alfa Romeo 6C - 80 CV (moteur automobile)
- Colombo S.53 - 90 CV
- Colombo S.63 - 130 CV
- Farina T.58 - 130 CV
- Fiat A.50 - 85 CV
- Fiat A.53 - 110 CV
- Fiat A.54 - 110 CV
- Fiat A.60 - 85 CV
- Isotta Fraschini Asso 80 R - 105 CV

 Royaume-Uni
- Cirrus Hermes - 105 hp
- de Havilland Gipsy I - 100 hp
- de Havilland Gipsy Major - 135 hp

## Utilisation

### Civile
Royaume d'Italie
- Reale Unione Nazionale Aeronautica - RUNA

### Militaire
Australie
- Royal Australian Air Force : un exemplaire capturé[2].

 Bulgarie
- Vazhdushnite na Negovo Velichestvo Voiski

 Royaume d'Italie
- Regia Aeronautica
  - Aviazione Legionaria

 Royaume-Uni
- Royal Air Force : 4 exemplaires capturés[2].